# 早川亜希
早川 亜希（はやかわ あき、1976年8月3日 - ）は、日本の女優、歌手である。和歌山県出身。2020年までサンミュージックブレーンに所属。愛称はアキ姉、アキちゃん。

## 来歴
高校受験の際、母親から「希望の進学校に合格できればサクソフォーンを買ってあげる」と条件を出されて合格する。以降サクソフォーンを続け、大阪府の音楽大学を卒業後、東京に拠点を移し芸能活動を始める。グラビアアイドルとして活動する一方で、1996年に『いのちの現場から4』（毎日放送）でテレビ初出演。その後、テレビドラマ、CM、舞台、Web番組などに出演。
2006年8月13日に公式ブログ「亜希編集局 *^^*」を開設。同年8月17日より『江頭2:50のピーピーピーするぞ!』（TFM+→Mopal、以下、『PPP』）にレギュラー出演し、番組全体の進行・仕切り役を務めた。
2007年1月6日放送の『めちゃ²イケてるッ!新春スペシャル・中居&ナイナイの日本一周第7弾』（フジテレビ）に出演。北海道千歳市内の牧場で、架空の放送局「札幌文化放送」のアナウンサー（キャッチフレーズは「北海の笑顔娘」）および中居正広の大ファンという設定で登場する。中居から「早川から笑顔を取ると何にも残らねえな」と言われ、軽くショックを受けたと『PPP』で述べている。このとき、岡村隆史が行ったアントニオ猪木のモノマネで笑ってしまい、口に含んだ牛乳を中居に吹きかけてしまう。このことに対して、一部の中居ファンから批判が起こり、ブログで謝罪した。江頭は、直後の番組上で「あれは芸人でも出来ない」「『めちゃイケ!』にまで進出しやがって!俺の仕事まで奪うつもりかよ!でも笑った」などと評価していた。
2007年8月3日より『超サンミュージック〜おっぱっぴーナイト』（GyaOジョッキー）、2011年7月22日より後継番組『ぴーやナイト』（ニコジョッキー）にレギュラー出演。
2010年7月18日には歌手として新宿でワンマンライブを行い、紀ノ川蜜柑(きのかわ みかん)名義で作詞活動も行う。同年12月3日からトーク番組『早川荘〜あき部屋アリます〜』（Ustream、2015年からニコニコチャンネル）を開始。
2012年4月4日にシングル「男に咲く花」でベラ・ボー エンターテインメントから歌手デビュー。山本正之が作詞・作曲・プロデュースを担当した。歌手としてのキャッチコピーは「麗しき熱き昭和のメッセンジャー」。
2019年11月から、佐藤亮子が主宰するオンラインサロン『佐藤亮子のニッコリ教育サロン』で提供される動画の進行役として出演。
2020年3月31日にサンミュージックを退所。退所に伴い、『PPP』、『早川荘〜あき部屋アリます〜』、『佐藤亮子のニッコリ教育サロン』を卒業した。

## 出演

### テレビ
- ひとりでできるもん!（1998年4月 - 2000年3月、NHK教育テレビ） - 水沢友 役
- TVじゃん!!・神様!!BOMB!（中京テレビ）
- SHOP a GOGO（パーフェクTV） - アシスタント
- すっぴんDNA（中京テレビ）
- 美少女図鑑 D-Break（パーフェクTV）
- D-Break 50 FRESH-IDOLS
- D-Break "THE SEXY"
- 走れ!!しあわせ建設（フジテレビ）
- LOOK!S（テレビ神奈川）
- 天才てれびくんワイド・魔界探偵（NHK教育テレビ）
- マックTV（コンピューターch） - レギュラー
- お花のお葬式（MXTV） - レポーター
- AnyTime!リモコンショッピング - レギュラー
- 夜は別バラ22:54（15秒番宣スポット、日本テレビ）
- 健康の達人（MXTV） - レポーター
- macTV J（コンピューターch）
- タフガイ歌謡大全（スカイパーフェクTV）
- エクスタシー歌謡（スカイパーフェクTV） - レギュラー
- めちゃ²イケてるッ!新春スペシャル・中居&ナイナイの日本一周第7弾」（フジテレビ）
- 小島よしお的!グルメいただきマッチョ（2010年4月29日、長野放送）
- 食べるが一番！小島よしおの旨いもん探し（MXTV）
- なるほど！ハイスクール2時間SP・AKB&元アイドル&オネエ・気になる業界の裏側㊙生態調査SP（NTV）
- オトナヘノベル（NHK・Eテレ）
- スギちゃんのワイルドショップ（BS/CS放送・CATV）

### テレビドラマ
- いのちの現場から4（毎日放送）
- はぐれ刑事純情派新春スペシャル（テレビ朝日）
- はぐれ刑事純情派（テレビ朝日）
- はみだし刑事情熱系（テレビ朝日）
- 爆笑問題のおバカな人々（テレビ朝日） - 本庄三春 役
- HERO（フジテレビ）
- 朝の連続ドラマ小説「ちゅらさん」（NHK総合）
- レッド（東海テレビ）
- 仮面ライダー龍騎 第2話（テレビ朝日）
- 警視庁鑑識班 第3話（日本テレビ） - 大原亜紀 役
- 女と愛とミステリー「北アルプス山岳救助隊・紫門一鬼6 白馬乗鞍岳の殺意」（2004年11月24日、テレビ東京）
- 女と愛とミステリー「刑事吉永誠一 涙の事件簿 帰れない遺骨」（2004年12月15日、テレビ東京）
- 夫婦。 第10話（2004年12月12日、TBS）
- コスメの魔法2 第9話（2005年6月9日、TBS）
- 魔弾戦記リュウケンドー 第10話（2006年3月12日、テレビ東京）
- 水曜ミステリー9「猪熊夫婦の駐在日誌3<絆>」（2006年3月1日、テレビ東京）
- ハンチョウ〜神南署安積班〜 第2シーズン第10話（2010年3月15日、TBS）
- 生まれる。 第2話（2011年4月29日、TBS）
- 絶対零度〜特殊犯罪潜入捜査〜 第5話（2011年8月9日、フジテレビ）
- 俺の空 刑事編 第4話（2011年11月13日、テレビ朝日）
- 水曜ミステリー9 鑑識特捜班・九条礼子2〜骨を知る女〜（2012年10月3日、テレビ東京）
- 幸せの時間 第1話（2012年11月6日、フジテレビ）
- 土曜ワイド劇場「私は代行屋!事件推理請負人3 不倫医師殺人!銀座ホステスを襲う謎の黒革の手帳!?」（2014年11月15日、朝日放送）
- 「三匹のおっさん2〜正義の見方、ふたたび!!〜」2話（2015年5月、テレビ東京）
- 「マザー・ゲーム〜彼女たちの階級〜」4話（2015年5月、TBS）
- 「ドラフト緊急生特番!お母さんありがとう」再現ドラマ（2018年10月、TBS）
- 「ボイス 110緊急指令室」第5話（2019年8月、NTV）
- 笑点ドラマスペシャル第3弾「初代林家木久蔵」（2020年1月、BS日テレ）

### 映画
- 三度目の殺人（是枝裕和監督 2017年）

### CM
- IDO（日本移動通信） お花見篇、プチメール・大募集篇
- 雪印とってもゼリー とってもメロメロ篇
- ロート製薬 メンソレータム 薬用ボディベール
- キャラッツ
- 北日本銀行
- ドミノピザ ポケモンキャンペーン
- 花王 めぐリズム 蒸気の温熱シート【腰イタなら篇】
- エスフーズ「こてっちゃん」
- カイゲンファーマ「コレカットレモン」インフォマーシャル
- 資生堂 表情プロジェクト「私たちの表情 篠原さん篇」

### 舞台
- 仁侠 人情 レストラン（F.F企画プロデュース）
- 春日和・二幕（劇集団 鴉組）
- WORLD（シアター1010）
- 人猫「このニャかに人猫（じんびょう）がいるニャ」「のぶニャがの野望」トライアル公演、会場：俳優座劇場（2015年12月）

### Web番組
- 週刊GOOD GUY（マヴィ ナビ）
- 江頭2:50のピーピーピーするぞ!（TFM+、Mopal） - レギュラー司会
- 超サンミュージック〜おっぱっぴーナイト（GyaOジョッキー） - レギュラー司会
- 早川荘〜あき部屋アリます〜（Ustream）
- ニコジョッキー 小島よしおのぴーやナイト（ニコニコチャンネル） - 月1回、金曜レギュラー
- BIGLOBE STARS（2008年8月）
- サンミュージック@DMMLiveTALK「No SunMusic, No Life」（2011年5月11日）
- サンミュージックのニコジョッキー！ 第2部（2011年7月8日）
- TOKYO GAME SHOW2011 アプリライブ by GMO 幕張メッセ（2011年9月15～16日
- ニコジョッキー年末特番『三十路会』（2011年12月26日）
- 週刊NY生活 デジタル版・男に咲く花PR出演（2012年6月）
- 江頭2:50のピーピーピーするぞ！ 電子ブック1（2014年6月）
- 江頭2:50のピーピーピーするぞ！ アプリ版（2014年6月）
- ニコジョッキー3周年記念特別番組『三十路会』（2014年7月29日）
- 早川亜希のあきないch（2015年5月15日 - 2020年3月）
- お笑い早川亜希の歩き方・大川豊総裁×早川亜希（大川興業大チャンネル 2016年8月）
- 佐藤亮子のニッコリ教育サロン （kokode digital 2019年11月 - 2020年3月）

### 雑誌
- 「Quick Japan vol.79」太田出版（2008年8月5日）
- 「月刊DVDEXPRESS」AVエクスプレス（2008年8月5日）
- 「週刊ヤングマガジン」講談社（2008年8月18日）
- 「週刊ファミ通 9月26日号増刊 オトナファミ 2008 」エンタープレイン（2008年8月20日）
- 「BiDan・2月号」インデックスコミュニケーションズ（2008年12月28日）
- 「映画秘宝・2月号」洋泉社（2008年12月20日）
- 「TOKYO HEADLINE」（2008年12月15日）
- 「CAR and DRIVER」ダイヤモンド社（2009年1月10日）
- 「週刊少年マガジン」（※「もう、しませんから。」漫画での掲載）講談社（2009年1月21日）
- 「週刊NY生活」（日本人向けフリーペーパー NYにて）（2012年6月）
- 「TSUTAYA CLUB MAGAZINE・6月号」TSUTAYA FREEマガジン（2014年5月）

### 企業映像
- 花王（2001年1月）
- NTT（2002年1月）
- ミスタードーナツ マシュマロクッション（2002年1月）
- NTT フレッツフォン キックオフムービー（2004年4月）
- 中国電力ホームコンサルタント（2008年1月）

## 映像作品

### DVD
- 江頭2:50のピーピーピーするぞ! 始末書覚悟の逆修正バージョン（2008年8月22日）
初回特典：江頭シャチホコ立型ペーパークラフト「エーガークラフト」
- 江頭2:50のピーピーピーするぞ!2 逆修正バージョン～ノークレーム・ノーリターン～（2008年12月26日）
初回特典：日本一喜ばれない年賀状「年エガ状」
- 江頭2:50のピーピーピーするぞ!3 引くに引けない逆修正バージョン（2009年4月24日）
初回特典：座るに座れないレジャーシート「エガーシート」
- 江頭2:50のピーピーピーするぞ!4 逆修正バージョン～アウト・オブ・コントロール～（2009年11月27日）
初回特典：出入り禁止でも"タッチ&ドーン!" PPP特製! 非接触型ICカード・ドレスステッカー「SuiEga（スイエガ）」（4種類中1種類封入）
- 江頭2:50のピーピーピーするぞ!5 またもや懲りずに逆修正バージョン（2010年5月28日）
初回特典：拭けば拭くほど汚れちゃう!? PPP特製 携帯クリーナー「エガピカ」
- 江頭2:50のピーピーピーするぞ!6 逆修正バージョン～お台場暴言王～（2010年11月26日）
初回特典：アナタに最悪の一年をプレゼント!? PPP特製カレンダー「エガレンダー2011」
- 江頭2:50のピーピーピーするぞ!7 どこまで行くの逆修正バージョン（2011年9月22日）
初回特典：どんな飲み物も不味くなる!? PPP特製ペーパーコースター 「エガーコースター」（江頭・早川各4種類中それぞれ1種類封入）
- 江頭2:50のピーピーピーするぞ!8 逆修正バージョン～お台場人民狂和国～（2013年5月22日）
期間限定サービス：スマホ・iPhoneをジャケットにかざすと、3Dエガちゃんが飛び出す!「ヴァーチャル2：50」
- 江頭2:50のピーピーピーするぞ!9 逆修正バージョン～一発レッドカード～（2014年5月23日）
初回特典：ppp特製絵はがき「エガハキ」
- 江頭2:50のピーピーピーするぞ!10 逆修正バージョン～エガ・ザ・レジェンド～（2015年6月2日）
初回特典：ppp特製タトゥーシール「エガズミ」
- 江頭2:50のピーピーピーするぞ!11 逆修正バージョン～変態世界新記録～（2016年6月30日）
初回特典：粘着質な嫌がらせ「エガシール2:50」
- 江頭2:50のピーピーピーするぞ!■10周年記念スペシャルライブ!（2017年2月2日）
初回特典：スペシャルライブ・メモリアルフォト
- 江頭2:50のピーピーピーするぞ！12 逆修正バージョン～エガ・ザ・フェニックス（2018年12月4日）
特典映像：大川総裁&寺田体育の日が語る‟本当のエガちゃん”! 禁断の暴露トーク《エガの居ぬ間に》エガちゃん出演! 《Aladdin CM集》

### CD
1. 男に咲く花（作詞・作曲・編曲:山本正之） 2012年4月4日 ベラ・ボー エンターテインメント
  - c/w　恋雪 MANHATTAN 摩天楼（作詞・作曲・編曲:山本正之）
2. 亜希流（作詞:早川亜希（紀ノ川蜜柑名義）、作曲・編曲:鉄弦） 2012年12月22日
  - 久しぶりに君は
  - SAKURA
  - 二人坂
  - 東京タワー
  - 祭り歌
  - 楽園
3. ぎゅっとつかまえて（作詞・作曲: 山本正之）　2013年6月2日　ベラ・ボー エンターテインメント
  - オホーツク海でつかまえて
  - 東京バッカジャナカロカ
  - 黒チョウ蝶
  - 海辺にて
  - 男に咲く花（DemoVersion）
  - 西表ヤマネコの唄